# Santa María del Naranco
De kerk van Santa María del Naranco (Spaans: Iglesia de Santa María del Naranco) is een rooms-katholieke Asturische preromaanse kerk, gebouwd tegen de berg Naranco in Oviedo in het noorden van Spanje. Sinds december 1985 is het gebouw een werelderfgoed van UNESCO.
De kerk werd gebouwd in opdracht van Ramiro I van Asturië en was aanvankelijk bedoeld als onderdeel van een groter complex waar ook de nabijgelegen kerk van San Miguel de Lillo deel van uitmaakte. Dit complex moest dienstdoen als koninklijk paleis. De bouw werd in 848 voltooid. Eind 13e eeuw werd het gebouw een kerk en gewijd aan Maria. 
Het gebouw wordt gekenmerkt door een stilistische, morfologische en decoratieve renovatie van preromaanse architectuur, vermengd met nieuwere architectuur. Het gebouw heeft in de loop der tijd vele schrijvers gefascineerd, en wordt in tal van werken genoemd. Een bekend voorbeeld is de Crónica Silense, geschreven rond het jaar 1015. Vooral de verhoudingen en slanke vormen van het gebouw worden vaak genoemd als opvallende kenmerken, evenals de rijke, gevarieerde decoratie. Deze decoratie betekende destijds een nieuwe stap in de architectuur; er werd gebruikgemaakt van beschilderingen, gouden versiering en textielkunst. 
Het gebouw heeft twee verdiepingen. Het lagere gedeelte of de crypte heeft een centrale kamer en twee extra kamers aan weerszijden.

## Afbeeldingen

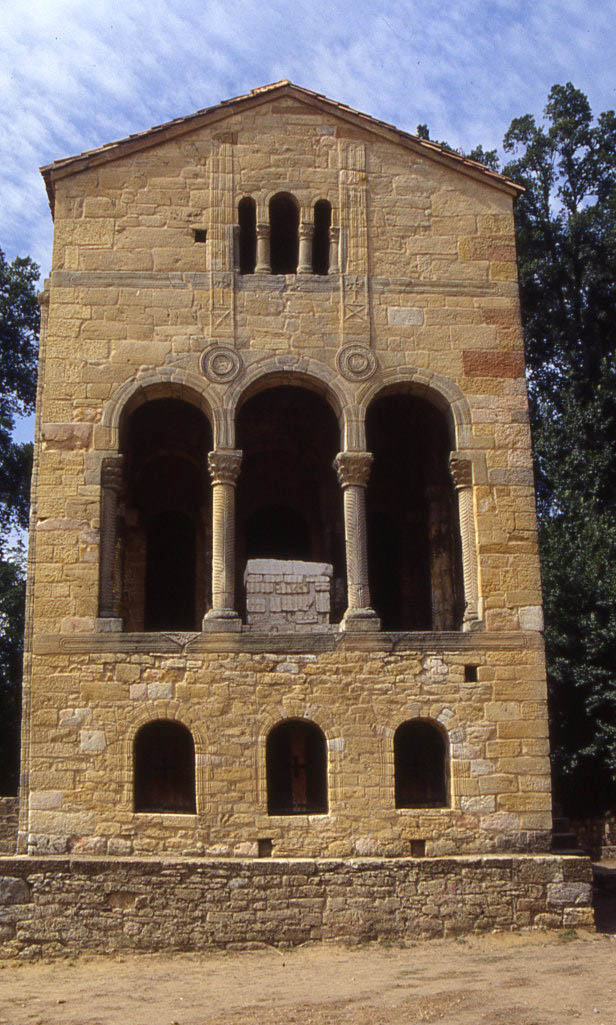
Voorzijde
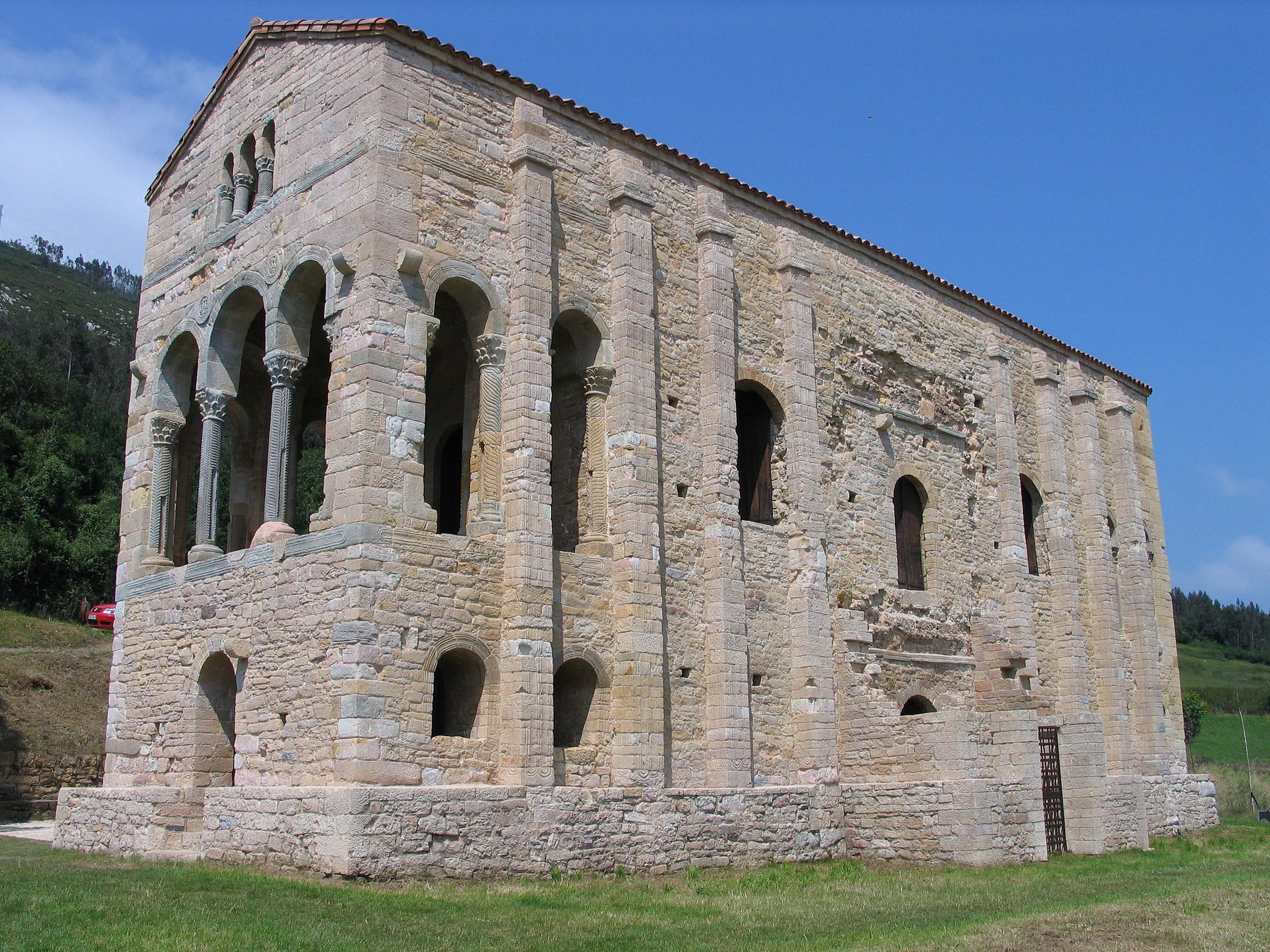
Van buitenaf gezien
Plattegrond van de kerk
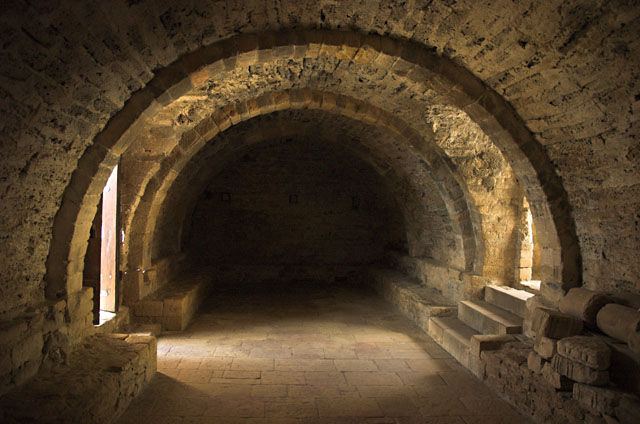
De crypte

- Biblioteca Nacional de España: XX131165
- Gemeinsame Normdatei: 4571157-4
- Library of Congress Control Number: nr96009316
- Virtual International Authority File: 158726202
- WorldCat: E39PBJh8RrwvTHwjyPpxp8khpP